# Pays neutres pendant la Seconde Guerre mondiale
 (janvier 2020).
Si vous disposez d'ouvrages ou d'articles de référence ou si vous connaissez des sites web de qualité traitant du thème abordé ici, merci de compléter l'article en donnant les références utiles à sa vérifiabilité et en les liant à la section « Notes et références ».

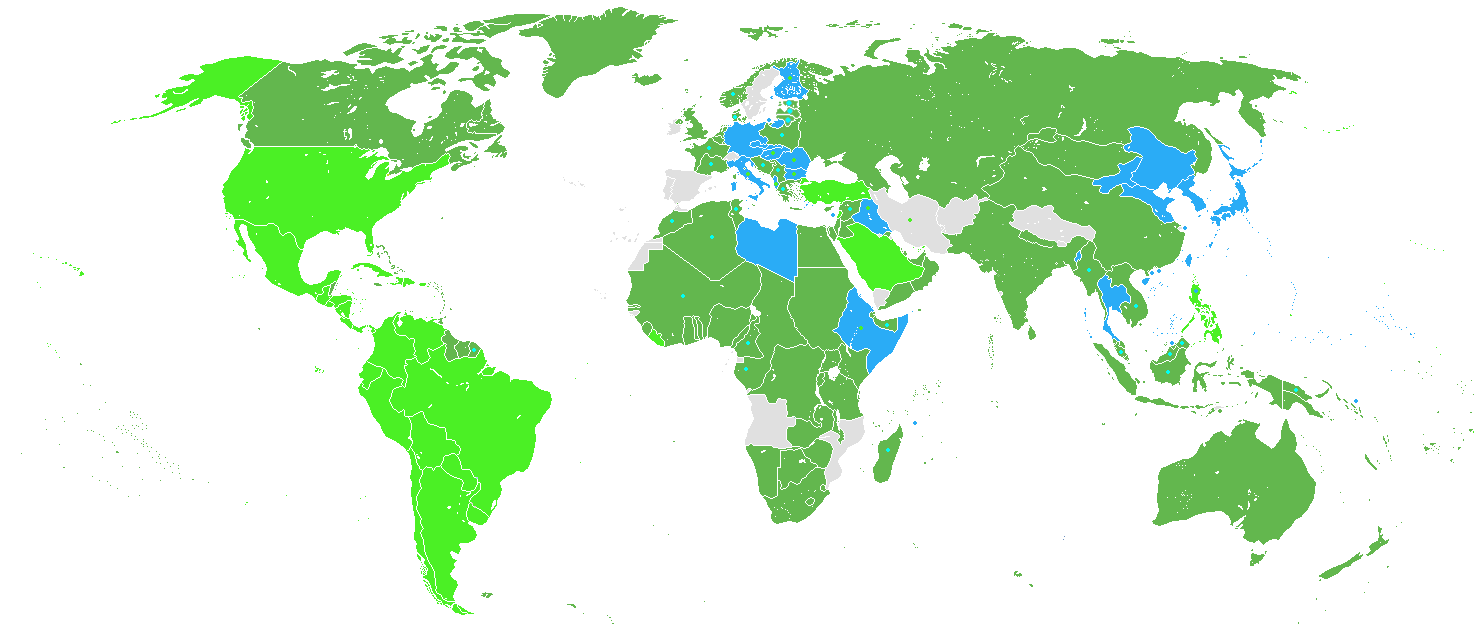
Puissances alliées
Puissances alliées après l'attaque de Pearl Harbor
Puissances de l'Axe

Les puissances neutres étaient des pays restés neutres pendant la Seconde Guerre mondiale. Certains de ces pays avaient de grandes colonies à l'étranger ou avaient un grand pouvoir économique. L'Espagne venait de connaître une guerre civile qui se termina le 1er avril 1939 (cinq mois avant l'invasion de la Pologne), une guerre dans laquelle s’impliquèrent plusieurs pays qui participèrent ensuite à la Seconde Guerre mondiale.
Pendant la Seconde Guerre mondiale, les puissances neutres n'ont pris aucun parti officiellement, espérant éviter toute attaque. Cependant, le Portugal, la Suède, la Colombie et la Suisse aidèrent les puissances alliées en fournissant des brigades de « volontaires » au Royaume-Uni, tandis que l'Espagne penchait en faveur de l'Axe. L'Irlande favorisa de manière générale le côté allié, tout comme les États-Unis. Les États-Unis restèrent neutres jusqu'au 8 décembre 1941, le lendemain de l'attaque surprise du Japon contre Pearl Harbor.
Les accords du Latran entre l'Italie et le Vatican, signés en 1929, exigeaient que le Pape maintint une « neutralité perpétuelle dans les relations internationales », faisant de la Cité du Vatican un État neutre.
Plusieurs pays subirent des invasions malgré leurs efforts pour être neutres. Il s'agit notamment du Danemark et de la Norvège envahis par l'Allemagne nazie le 9 avril 1940 ;  puis de la Belgique, des Pays-Bas et du Luxembourg le 10 mai 1940. Le même jour, le 10 mai 1940, les Britanniques envahissent l'Islande et occupent militairement l’île. Cette force sera ensuite remplacée par l’armée des États-Unis alors neutre. Dans la Baltique orientale, l'Union soviétique envahit la Lituanie le 15 juin 1940, la Lettonie et l'Estonie le 17 juin 1940. Dans les Balkans, la guerre italo-grecque débuta le 28 octobre 1940 et la Yougoslavie fut envahie en avril 1941. L'Iran fut également attaquée et occupée par la Grande-Bretagne et l'Union soviétique en août 1941.
Voir aussi les histoires de l'Afghanistan, d'Andorre, du Guatemala, du Liechtenstein, de l'Arabie Saoudite et du Yémen durant cette période.

## Europe

### Irlande
La politique de neutralité irlandaise pendant la Seconde Guerre mondiale fut adoptée par l'Oireachtas (parlement de l'Irlande) à l'instigation d'Éamon de Valera, le Taoiseach (chef du gouvernement) lors du déclenchement des hostilités en Europe. Elle fut maintenue pendant tout le conflit, malgré plusieurs raids aériens allemands (compris comme des avions qui avaient raté leurs cibles en Grande-Bretagne ou en Irlande du Nord) et des attaques contre la flotte irlandaise par les Alliés et l'Axe. De Valera s'est abstenu de rejoindre les puissances alliées ou de l'Axe.

### Portugal
Le Portugal fut officiellement neutre pendant la Seconde Guerre mondiale. Cependant, il maintint une relation étroite avec le Royaume-Uni, en raison de l'alliance qu'il avait eue pendant les six cents années précédentes, qui était l'alliance militaire la plus durable de l'histoire. L'Estado Novo voyait la neutralité comme une stratégie pour garder l'Espagne neutre et l'empêcher de rejoindre l'Axe. Le Portugal continua à commercer avec les pays des deux bords pendant toute la guerre. Dans la seconde moitié de la guerre, il laissa les Alliés utiliser des bases aux Açores pour combattre les sous-marins allemands, car Salazar craignait déjà une invasion alliée des Açores.
Colonies du Portugal :
- Angola
- Cap-Vert portugais
- Guinée portugaise
- Inde portugaise
- Macao
- Mozambique portugais
- São Tomé et Príncipe
- Timor portugais (occupé par le Japon de 1942 à 1944)

### Espagne
En Espagne, Franco envoya la division Azul se battre aux côtés de l'Axe sur le front de l'Est.

### Suède
Le gouvernement suédois soutint la Finlande pendant la guerre d'hiver. Plus tard, le transit de troupes allemandes au travers de la Finlande et de la Suède et le fer suédois aida l'effort de guerre allemand. Pendant la libération du Finnmark, elle envoya des troupes de "police" norvégiennes au-delà de la frontière pour se mettre en rapport avec les forces alliées. A la fin de la guerre, elle se préparait à envahir la Norvège et le Danemark avec les Alliés si les forces occupantes de la Wehrmacht refusaient d'accepter l’armistice général signé par les Allemands.

### Suisse
La Suisse maintint sa neutralité afin de sauvegarder son indépendance. Elle dépendait également du charbon allemand, avec 10 millions de tonnes importées pendant la guerre, représentant 41 % des approvisionnements énergétiques suisses. Souvent, les soldats suisses ouvrirent le feu sur des bombardiers de l'Axe envahissant leur espace aérien. À plusieurs reprises, la Suisse abattit également des avions alliés. Tout au long de la guerre, des villes de Suisse furent bombardées par des avions de l'Axe et alliés. Adolf Hitler avait en effet l'intention d'envahir la Suisse, mais la Suisse avait mis en place des fortifications complexes et rassemblé des centaines de milliers de soldats dans les montagnes pour contrecarrer toute invasion de l'Axe. En raison du relief extrêmement montagneux de la Suisse, Hitler décida de bombarder le Royaume-Uni plutôt que de s'engager dans une guerre coûteuse avec la Suisse.

### Lituanie
La Lituanie et ses voisins baltes, la Lettonie et l'Estonie, déclarèrent conjointement leur neutralité le 18 novembre 1938 à Riga, à la Conférence des ministres des Affaires étrangères de la Baltique,  leurs parlements respectifs votant des lois de neutralité plus tard dans l'année. Malgré cela, les trois États baltes furent occupés deux fois par l'Union soviétique et une fois par l'Allemagne nazie.

### Lettonie
La Lettonie et ses voisins baltes, la Lituanie et l'Estonie, déclarèrent conjointement leur neutralité le 18 novembre 1938 à Riga, à la Conférence des ministres des Affaires étrangères de la Baltique,  leurs parlements respectifs votant des lois de neutralité plus tard dans l'année. Malgré cela, les trois États baltes furent occupés deux fois par l'Union soviétique et une fois par l'Allemagne nazie.

### Estonie
L'Estonie et ses voisins baltes, la Lituanie et la Lettonie, déclarèrent conjointement leur neutralité le 18 novembre 1938 à Riga, à la Conférence des ministres des Affaires étrangères de la Baltique,  leurs parlements respectifs votant des lois de neutralité plus tard dans l'année. Malgré cela, les trois États baltes furent occupés deux fois par l'Union soviétique et une fois par l'Allemagne nazie.

### Microétats

#### Monaco
Monaco (occupé par l'Italie et plus tard l'Allemagne)

#### Saint-Marin
Saint-Marin (brièvement occupé par l'Allemagne du 17 au 20 septembre 1944, déclara la guerre à l'Allemagne le 21 septembre 1944)

#### Cité du Vatican
Vatican, voir Vatican durant la Seconde Guerre mondiale

## Asie

### Afghanistan
L'Afghanistan resta neutre tout au long de la Seconde Guerre mondiale.

### Arabie Saoudite
L'Arabie saoudite rompit tout contact diplomatique avec l'Allemagne le 11 septembre 1939 et avec le Japon en octobre 1941. Bien que officiellement neutres, les Saoudiens fournirent aux Alliés d'importantes quantités de pétrole. Les relations diplomatiques avec les États-Unis furent établies en 1943. Le roi Abdelaziz ben Abderrahmane Al Saoud était un ami personnel de Franklin D. Roosevelt. Les Américains furent ensuite autorisés à construire une base de l'armée de l'air près de Dhahran. L'Arabie saoudite déclara la guerre à l'Allemagne le 28 février 1945 et au Japon le 1er avril 1945, mais aucune action militaire ne résulta de ces déclarations.

### Tibet
Le Tibet (non reconnu, revendiqué par la Chine mais de facto indépendant), resta neutre tout au long de la Seconde Guerre mondiale.

### Turquie
La Turquie resta neutre jusqu'à plusieurs mois avant la fin de la guerre, au moment où elle rejoignit les Alliés. Avant le déclenchement de la guerre, la Turquie signa un pacte d'entraide avec la France et la Grande-Bretagne en 1939. Après l'invasion de la France par l'Allemagne, la Turquie resta neutre et invoqua une clause les dispensant de toute action militaire si cela pouvait la faire entrer en conflit avec l'URSS, ce que la Turquie craignait après la division de la Pologne. Puis, en juin 1941, après que la Bulgarie voisine eut rejoint l'Axe et permit à l'Allemagne de déplacer des troupes via son territoire pour envahir la Yougoslavie et la Grèce, la Turquie signa un pacte de non-agression avec l'Allemagne. La Turquie était un producteur important de chromite, un composant clé dans la fabrication d'acier inoxydable et de briques réfractaires, ressource à laquelle les Allemands avaient un accès limité. La vente de chromite à l'Allemagne ou aux Alliés (qui avaient accès à d'autres sources et qui achetait principalement de la chromite turque afin d'empêcher sa vente à l’Allemagne) fut la question clé dans les négociations avec les deux parties. En janvier 1943, à Adana, petit port situé en face de Chypre, le président  Inönü rencontra secrètement Winston Churchill, qui voulait l'intervention turque dans la guerre, aux côtés des Alliés ; le président turc prodigua beaucoup de manifestations d'amitié mais signifia clairement à Churchill que la Turquie resterait neutre ; en effet, Inönü anticipait la défaite du Reich mais commençait à craindre les futures revendications de Staline envers les Détroits. En décembre 1943, lors de la Conférence du Caire, il défendit, officiellement, cette fois, la même position devant Churchill et Roosevelt. La Turquie interrompit ses ventes à l’Allemagne en avril 1944 et rompit ses relations en août. En février 1945, après que les Alliés eurent lancé l’invitation à la réunion inaugurale des Nations unies (avec les invitations de plusieurs autres nations) qui était conditionné à une belligérance totale, la Turquie déclara la guerre aux puissances de l'Axe, mais aucune armée turque ne vit jamais le moindre combat.

### Yémen
Le Yémen resta neutre tout au long de la Seconde Guerre mondiale.

## Amériques

### Argentine
L'Argentine fut gouvernée pendant la période de la Seconde Guerre mondiale par une série de gouvernements conservateurs et militaires. Les sentiments neutralistes prévalaient dans l'armée, tandis que le sentiment dans la population était majoritairement pro-allié. L'Argentine était traditionnellement un partenaire économique principal du Royaume-Uni et le principal fournisseur de viande de bœuf et de blé des îles britanniques, et sa neutralité permettait aux expéditions de se poursuivre sans entraves, grâce à des prêts généreux. Des milliers d'Argentins se portèrent volontaires pour servir dans les forces armées britanniques, principalement dans l'escadron argentin n°164 de la RAF, même si l'Argentine était officiellement un pays neutre pendant la guerre,. Le gouvernement d'Edelmiro Julián Farrell finit par déclarer la guerre à l'Allemagne et au Japon le 27 mars 1945, un mois avant la fin de la guerre en Europe et quatre mois avant sa fin en Asie.

### Chili
Le Chili choisit d'abord de rester neutre durant la guerre, ayant des liens commerciaux étroits avec l'Allemagne. Plus tard dans la guerre, cependant, le Chili prit ses distances avec les puissances de l'Axe, et le gouvernement chilien prit des mesures pour renvoyer des officiers militaires pro-allemands. Les relations avec les pays de l'Axe furent rompues en 1943 et, le 11 avril 1945, le Chili déclara la guerre au Japon, et fut le dernier pays à rejoindre la guerre. Pendant toute la durée de la guerre, le Chili stationna plusieurs navires de sa marine de guerre autour de l'île de Pâques, faisant partie du Chili,  pour protéger l'Amérique du Sud occidentale d'une éventuelle attaque japonaise.

### Pérou
Le Pérou déclare la guerre le 12 février 1945.

### Équateur
L'Équateur entre en guerre du côté des alliés le 2 février 1945.

### États-Unis
Les États-Unis restèrent neutres après le déclenchement de la Seconde Guerre mondiale. Cependant, la défaite soudaine de la France face à l'Allemagne nazie au printemps 1940 amena le pays à développer considérablement ses forces armées bien qu’encore en paix. Le 29 décembre, le président Franklin Delano Roosevelt déclara que les États-Unis devaient être l' « arsenal de la démocratie » pour les puissances alliées. Après l'invasion allemande de l'Union soviétique en juin 1941, l'Amérique commença à envoyer de l'aide en vertu du prêt-bail à l'Union soviétique, à la Grande-Bretagne et à la Chine. Le non-interventionnisme des États-Unis resta la ligne politique, car le pays restait en dehors des combats jusqu'au 8 décembre 1941, date à laquelle il déclara la guerre au Japon en réponse à l'attaque surprise de Pearl Harbor la veille.

### Venezuela
Le Venezuela déclara la guerre le 15 février 1945.

## Conclusion
Le Portugal, l'Espagne, la Suède et la Suisse adoptèrent le concept de neutralité armée et entretinrent continuellement des soldats pour défendre la souveraineté de leur nation contre une éventuelle invasion. Ainsi, ils maintinrent leur droit de combattre s'ils étaient attaqués alors qu'ils étaient dans un état de neutralité. Le concept de neutralité dans la guerre est étroitement défini et impose des contraintes spécifiques à la partie neutre en échange du droit internationalement reconnu de rester neutre. Un concept plus large est celui de la non-belligérance. La loi internationale couvrant les territoires neutres est la deuxième Convention de La Haye. Il est important de noter qu'un pays neutre ne prend pas parti dans une guerre entre les parties prenantes et espère en retour éviter d'être attaqué par l'un ou l'autre. 
Une politique neutraliste vise la neutralité en cas de conflit armé qui pourrait impliquer la partie en question. Un neutraliste est un défenseur de la neutralité dans les affaires internationales. Le concept de neutralité dans les conflits est distinct du non-alignement, c'est-à-dire du renoncement délibéré des alliances militaires afin de préserver la neutralité en cas de guerre, et peut-être avec l'espoir d'empêcher complètement une guerre.
Dans une étude sur le commerce de l'Espagne, la Suisse et la Suède au cours de la Seconde Guerre mondiale, Eric Golson parla de realpolitik économique, car ils faisaient du commerce avec l'Axe et les puissances alliées.